# Galaretnica gliniasta

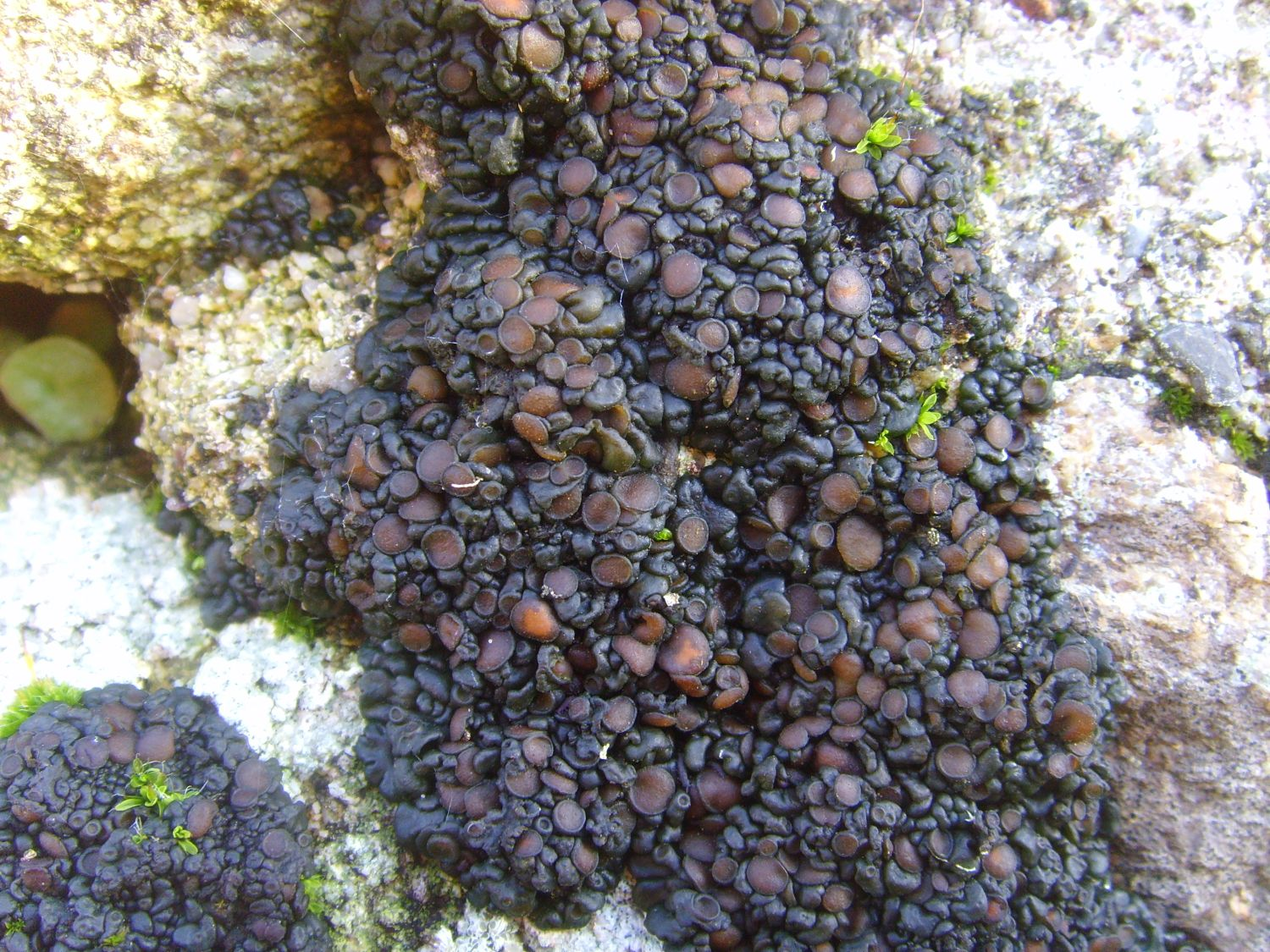

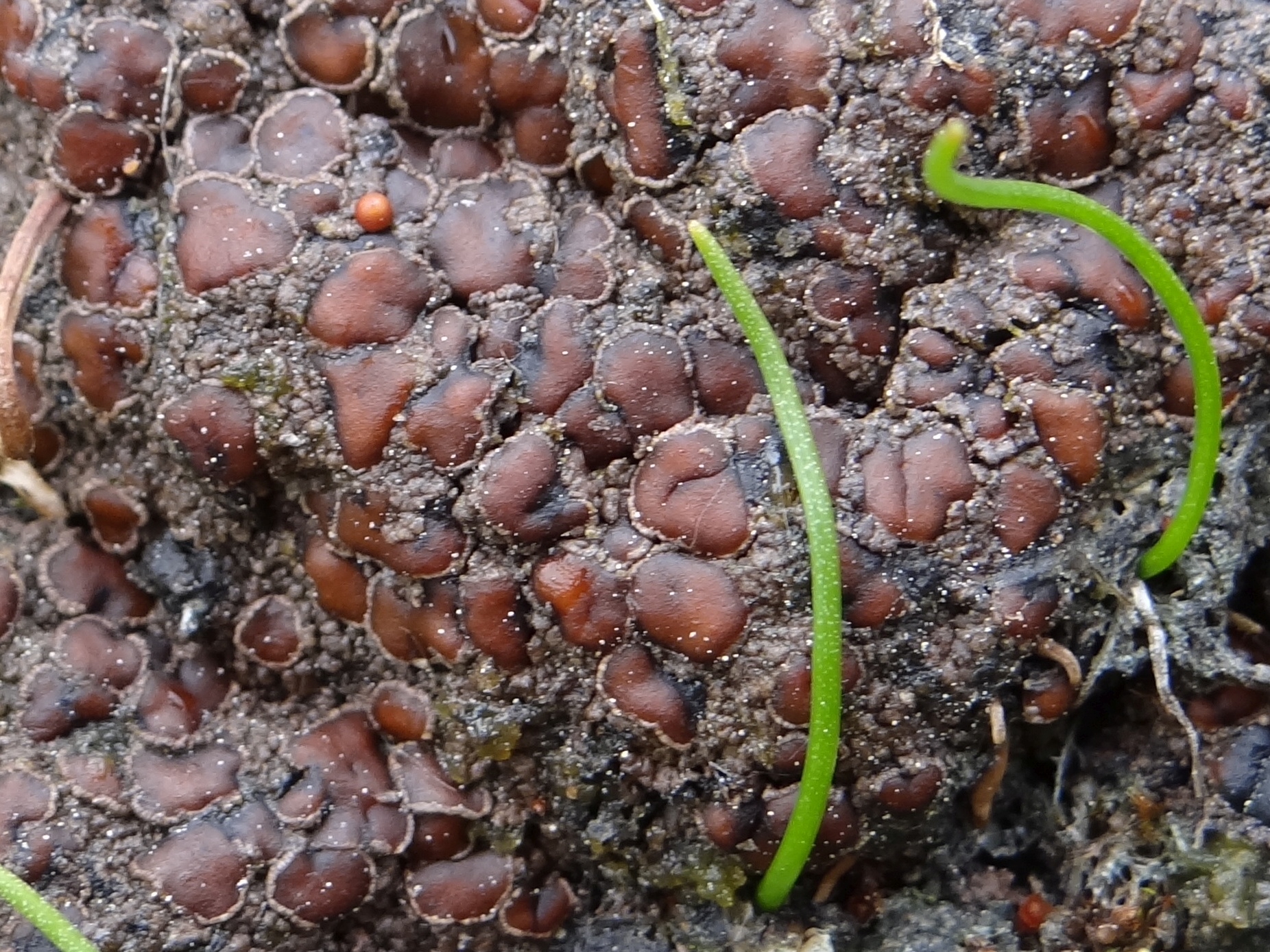

Galaretnica gliniasta (Enchylium tenax (Sw.) Gray) – gatunek grzybów należący do rodziny galaretnicowatych (Collemataceae). Ze względu na współżycie z glonami zaliczany jest do porostów.

## Systematyka i nazewnictwo
Pozycja w klasyfikacji według Index Fungorum: Collema, Collemataceae, Peltigerales, Lecanoromycetidae, Lecanoromycetes, Pezizomycotina, Ascomycota, Fungi.
Po raz pierwszy takson ten zdiagnozował w roku 1784 Olof Peter Swartz nadając mu nazwę Lichen tenax. Obecną, uznaną przez Index Fungorum nazwę nadał mu w roku 1821 Samuel Frederick Gray przenosząc go do rodzaju Enchylium.
Ma ponad 50 synonimów. Niektóre z nich:
- Collema tenax (Sw.) Ach. var. tenax 1810
- Collema tenax var. ceranoides (Borrer) Degel. 1954
- Collema tenax var. corallinum (A. Massal.) Degel. 1954
- Collema tenax var. vulgare (Schaer.) Degel. 1954

Nazwa polska według W. Fałtynowicza. Po przeniesieniu do rodzaju Enchylium jest niespójna z nazwą naukową.

## Morfologia
Plecha listkowata. Jest to plecha homeomeryczna, bez kory, zawierająca sinice z rodzaju Nostoc. W stanie suchym jest sztywna, w stanie wilgotnym galaretowata i nabrzmiała. Ma średnicę zazwyczaj do 4 cm, wyjątkowo do 10 cm, kształt kolisty lub nieregularny, barwę od oliwkowej do czarnozielonej lub brunatną. Jest głęboko wcinana, ma liczne odcinki o bardzo zmiennej wielkości, zazwyczaj mają szerokość kilku mm i grubość 0,1–1 mm, są całobrzegie, karbowane, wcinane lub ząbkowane i mają wyraźnie zgrubiałe brzegi i końce. Górna powierzchnia jest gładka lub nieco pomarszczona. U niektórych odmian występują izydia.
Zazwyczaj występują owocniki typu apotecjum lekanorowego. U niektórych odmian są one rzadkie, u innych liczne, czasami nawet stłoczone. Występują na odcinkach plechy lub na ich brzegach. Są siedzące i mają zwężoną podstawę, rzadko zanurzone w plesze. Mają szerokość (0,5) 1,5–3 (6) mm, początkowo są płaskie, później wypukłe. Są matowe lub nieco błyszczące, mają barwę jasnoczerwoną, ciemnoczerwoną lub czerwonobrunatną. Brzeżek owocników jest trwały, cienki lub dość gruby, karbowany lub ziarenkowaty. Zarodniki zazwyczaj 4-komórkowe, czasami (rzadko) zdarzają się 2– lub 3–komórkowe. Posiadają 1–2 podłużne przegrody i mają rozmiar 17–26 × 7–11 μm. Pyknidy występują na odcinkach lub na ich brzegach, są zanurzone lub częściowo zanurzone, kuliste, o średnicy 200–260 μm. Powstają w nich laseczkowate pykniospory z lekko nabrzmiałymi końcami. Mają rozmiar 4,5–6 × 1,5–1,8 (–2) μm.
Reakcje barwne: wszystkie negatywne, kwasów porostowych brak.

## Występowanie i siedlisko
Jest najpospoliciej na świecie występującym gatunkiem galaretnicy. Jest szeroko rozprzestrzeniony w Ameryce Północnej, Europie i Azji, występuje także na licznych wyspach półkuli północnej. Na północy sięga po archipelag Svalbard. W okolicach równikowych podano jego występowanie tylko w Nikaragui, na półwyspie Arabskim i w południowym Iranie. Na półkuli południowej rzadki, podano jego występowanie tylko w Republice Południowej Afryki, Australii i na wyspie Kerguelena. Na terenie Polski podano liczne jego stanowiska.
Rośnie na świetlistych miejscach, na glebie gliniastej, gliniasto-piaszczystej lub wapiennej. W górach jest częsty, na niżu spotykany tylko w zbiorowiskach stepowych.

## Gatunki podobne
Galaretnica gliniasta charakteryzuje się dużą zmiennością w zakresie koloru i budowy plechy, izydiów, apotecjów i zarodników. U odmiany corallinum występują kuliste izydia, które w starszych częściach plechy tworzą koralikowate klastry. U odmiany vulgare odcinki są bardzo wąskie i plecha nie posiada jedwabistego połysku. Duża zmienność cechuje również galaretnicę wątłą (Enchylium coccophorum), ale ma ona zarodniki 2-komórkowe. Podobna jest galaretnica płodna (Enchylium polycarpon), ale rośnie tylko na skałach.